# Kelly Moran
Kelly Moran (* 21. September 1960 in Huntington Beach, Kalifornien; † 4. April 2010 ebenda) war ein US-amerikanischer Speedwayfahrer, der für mehrere britische Vereine fuhr und auch Mitglied der Speedway-Nationalmannschaft der Vereinigten Staaten war. Sein jüngerer Bruder Shawn Moran war ebenfalls ein erfolgreicher Speedway-Fahrer.

## Leben
Moran fuhr bereits im Jahr 1978 Rennen in der britischen Profiliga und stand ein Jahr später in Chorzów (Polen) in seinem ersten Weltfinale. In den Jahren 1982 und 1990 wurde er mit dem USA-Team Weltmeister und stand noch 1982 und 1984 im WM-Finale. Im Jahr 1992 beendete er nach einem Schlüsselbeinbruch seine Karriere und bestritt im Jahr 2003 ein kurzes Comeback, das sich allerdings nur auf Rennen in Kalifornien bezog.
Moran war der ältere Bruder von Shawn Moran, dem Langbahn-Weltmeister von 1983. Er wurde auch der „Jelly Man“ oder „Balance-Zauberer“ genannt beim Driften in den Kurven fast neben seiner Rennmaschine hing. Moran starb am 4. April 2010 an einem komplizierten Lungenemphysem.

## Erfolge
- Speedway-WM Finale:
  - Chorzow/PL 1979: 4. Platz
  - Los Angeles/USA 1982: 4. Platz
  - Göteborg/S 1984: 4. Platz

## Team
- Weltmeister: 1982, 1990
- Britische Liga: 1978–1992 (1978–1979:	Hull Vikings; 1980: Birmingham Brummies; 1981–1982: Eastbourne Eagles; 1986–1988: Sheffield Tigers; 1989–1992: Belle Vue Aces; 1992: Swindon Robins)